# SoftBank 832P
SoftBank 832P（ソフトバンク　はち さん にー ピー）は、パナソニック モバイルコミュニケーションズによって開発された、ソフトバンクモバイルの第三世代携帯電話 (SoftBank 3G) 端末である。
ここでは後継機のSoftBank 842P（ソフトバンク　はち よん にー ピー）についても記述する。

## 特徴
P703iμに始まったNTTドコモ向けのパナソニックの薄型折りたたみ端末の流れをくむ端末である。サブディスプレイを廃し、ヘアライン加工されたステンレスボディにしている。端末の厚さは10mm。
NTTドコモ向けのP-04Aとは兄弟機であるため、全体としての機能やデザインは似ている。OSもP-04Aと同様に、Linuxが用いられているため、UIも、823Pや824Pと同様、ドコモ向けパナソニック端末と同じものになっている。
842Pは、832Pとカラーバリエーションが異なるほか、832Pより、押しやすくなったシート状のキーを搭載している。それ以外、大きく異なる点はない。

## 主な機能・サービス
| 主な対応サービス         | 主な対応サービス                | 主な対応サービス     | 主な対応サービス |
| ------------------------ | ------------------------------- | -------------------- | ---------------- |
| S!一斉トーク             | S!ともだち状況                  | Twitter 842Pのみ     |                  |
|                          |                                 | S!速報ニュース       |                  |
| PCサイトブラウザ         | 電子コミック                    | S!アプリ             |                  |
| 着うたフル／着うた       | デコレメール                    | S!電話帳バックアップ |                  |
| S!FeliCa                 | ケータイWi-Fi                   | S!GPSナビ            |                  |
| コンテンツおすすめメール | TVコール※注                     | 世界対応ケータイ     |                  |
| ワンセグ                 | 3G ハイスピード 下り最大7.2Mbps | S!おなじみ操作       |                  |

※サブカメラを装備していない為、テレビ電話を利用したい人は注意が必要

## 歴史
- 2009年5月19日 - 832Pがソフトバンクモバイルより発表。
- 2009年5月22日 - 832P発売開始。
- 2010年5月18日 - 842Pがソフトバンクモバイルより発表。
- 2010年6月18日 - 842P販売開始。

## 不具合
2010年4月12日に以下の不具合を修正するソフトウェアの更新がなされた。(832P)
- 海外（GSMエリア）でエリア内にも関わらず圏外状態のままとなる場合がある。

2010年8月5日に以下の不具合を修正するソフトウェアの更新がなされた。(832P)
- モバイルSuicaアプリが起動できない場合がある

2012年4月24日に以下の不具合を修正するソフトウェアの更新がなされた。(842Pは2012年3月27日に実施)
- ネットワークの状況などにより、コンテンツのダウンロードに失敗してしまう場合がある。